# Soto de Ribera
Soto de Ribera (Soto Ribera en asturiano y oficialmente) es un lugar, capital del concejo asturiano de Ribera de Arriba. Se encuentra en la parroquia de Soto.z

## Toponimia
En castellano, Soto (del latín SALTUS) significa bosque junto al río, que en este caso haría referencia a «antiguo bosque llano [...] situado en las inmediaciones del Nalón», según Xosé Lluis García Arias.
La localidad también era conocida por Barco de Soto y anteriormente Barca debido a la existencia de este medio de transporte para cruzar el río Nalón entre Soto y el campo del Infierno, donde se celebraba la romería de Santiago.

### Asturiano
Desde el 9 de enero de 2007, el topónimo oficial de la localidad es Soto Ribera, en asturiano. El nomenclátor de la Academia de la Lengua Asturiana también recoge el topónimo de Soto para la localidad.

## Geografía física
Se sitúa a una altitud de 148 m en la confluencia del río Caudal con el Nalón y 5 km de la ciudad de Oviedo. A pesar de su cercanía a la capital asturiana, 
no ha tenido un acusado desarrollo residencial por la presencia de la térmica desde 1957.

## Demografía
Cuenta con una población de 387 habitantes (INE 2014).

## Historia

### Edad Media
Los documentos más antiguos que datan la existencia de la población datan del año 857. Soto de Ribera se corresponde con la villa realenga de Sauto de Lezer, mencionada en documentos medievales. Así aparece en la donación de la reina Urraca I de León a la catedral de Oviedo de la ciudad de Oviedo y diversas jurisdicciones, bienes y derechos recogida en el libro de los testamentos de la catedral de Oviedo (s. XII), el Libro de la Regla Colorada (s. XIV) y el Libro de los Privilegios (s. XIV):

Concedimus et damus adhuc predice aecclesiae villam, quae vocatur Sauto de Lezer secus flumen Nilonem ab integro cum suo ragione et cum quantum ad eam pertinet per suos termino et divisiones
Libro de Testamentos, f-110r. B

Esta donación, fechada en Oviedo, el 27 de marzo de 1112, es tenida por auténtica, debido a la existencia de un documento de 1120 en la que doña Urraca confirma la donación de la «villam regalem que vocatur Salto de Lezer cum suo sagione et cum omnibus suis familiis et cum toto suo foro et directo» por un existente «maiori testamento», que se correspondería con el documento de 1112. Este sería el origen del señorío episcopal de Ribera de Arriba por la Iglesia de Oviedo hasta el siglo XVI.

### Edad Contemporánea
Bellmunt señala en la obra Asturias (1894-1900) que la vega de Barco de Soto era lugar de solaz para los ovetenses. Estos acudían en el Norte hasta la estación de Las Segadas, que, según Canella era denominada por los ovetenses como "Barco de Soto". Belmunt y Canella coinciden en que Barco de Soto tenía entonces una de las vistas más hermosas de Asturias.

#### Central térmica
En 1957 comenzaron las obras de construcción de la central térmica de Soto de Ribera, en la ribera izquierda del río Nalón, que puso en marcha su primer grupo de carbón en 1962. A este se añadieron un segundo en 1967 y un tercero en 1984, todos ellos de carbón. El grupo I estuvo en funcionamiento hasta el año 2007 en que fue clausurado. En 2008 y 2010 se pusieron en marcha dos nuevos grupos, con ciclo combinado de gas, en la margen contraria del río, en el término de la parroquia de Ferreros (Ribera de Arriba). Tras ello, se clausuró el grupo II en 2015.

## Comunicaciones

### Carretera
El acceso a Soto desde la carretera nacional N-630 que une Gijón con Sevilla se realiza desde el año 2011 por un puente atirantado de 209 m de longitud sobre el río Caudal, la línea de ferrocarril y la playa de vía de acceso a la térmica. Hasta la puesta en servicio de este moderno puente, el acceso se realizaba por un puente de piedra de 1808, de 80 m de longitud, que en su extremo oriental terminaba en un paso a nivel que podía llegar a interrumpir el tránsito por el puente hasta 20 minutos por las maniobras de los trenes de carbón con origen o destino a la térmica.
Ambos puentes dan servicio a la carretera AS-322, de la red local de primer orden, que tiene su origen en la localidad ovetense de Santa Marina de Piedramuelle. Cuenta con un paso a nivel en las inmediaciones del extremo occidental del puente de piedra en la línea Trubia-Collanzo de ancho métrico.

### Ferrocarril

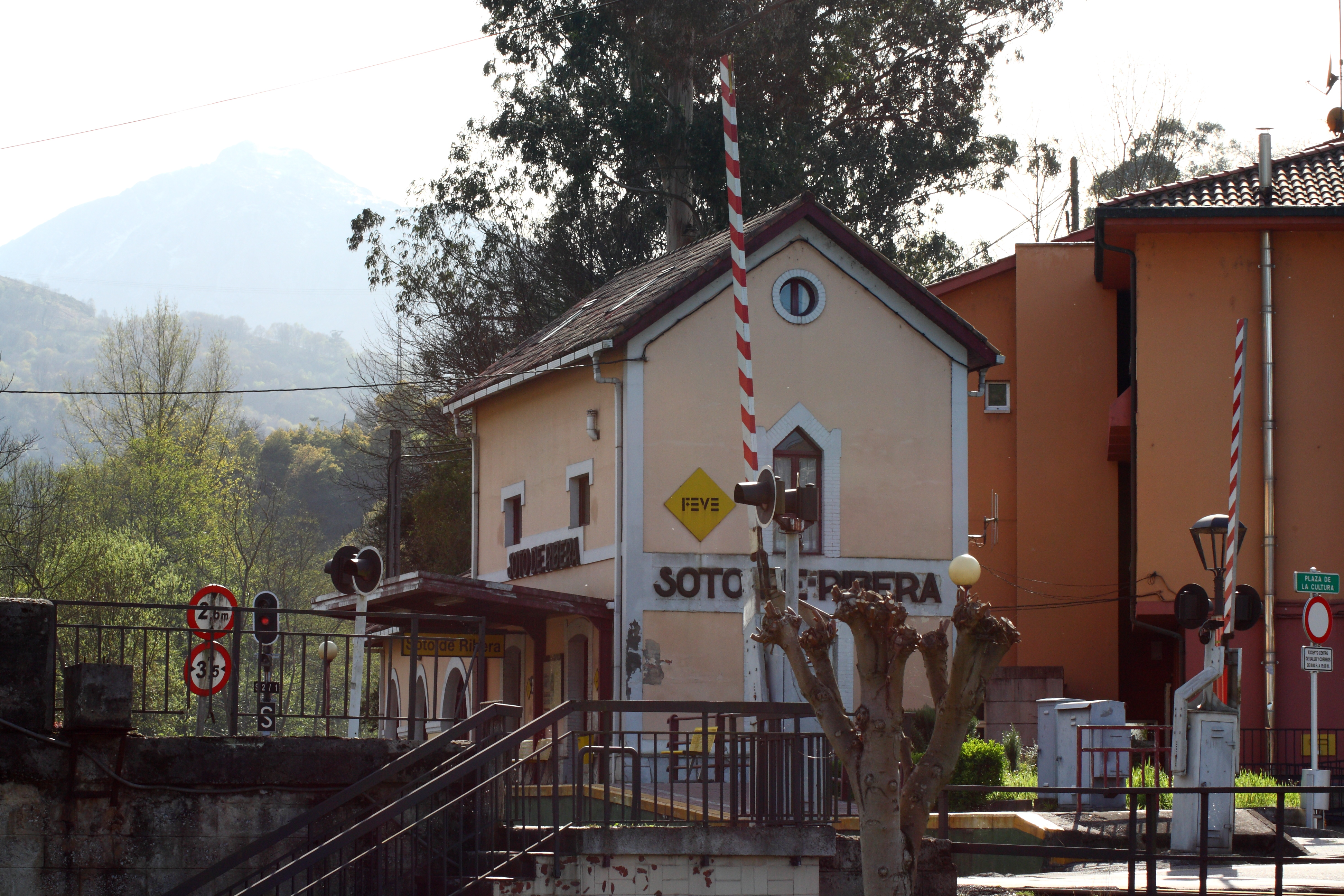
Estación de Soto de Ribera, en la línea Trubia-Collanzo

El lugar cuenta con una estación de vía estrecha, en la línea de Trubia-Collanzo. La estación dejó de contar con servicio de pasajeros en 2009, en que se suspendieron entre Baíña y Trubia.
Funciona como apartadero de mercancías y de ella parte el cargadero en vía métrica de la térmica.